# Beata Olejarz
Beata Olejarz – polska działaczka wędkarska, pierwsza kobieta na stanowisku prezesa Polskiego Związku Wędkarskiego.

## Życiorys
Ukończyła biologię na Uniwersytecie Warszawskim, a także prawo na warszawskiej Uczelni Łazarskiego. Od 1998 jest członkiem Polskiego Związku Wędkarskiego. Reprezentuje w tej organizacji Okręg w Radomiu. W kadencji 2018–2022 była członkiem prezydium i sekretarzem zarządu głównego PZW. 22 kwietnia 2022 została wybrana na stanowisko prezesa zarządu głównego PZW na kadencję 2022–2026. Jest pierwszą w historii kobietą, która piastuje tę funkcję. W wyborach pokonała kandydata Okręgu Mazowieckiego, Józefa Lupę (79:44 głosów). Deklaruje wsparcie dla wędkarstwa wyczynowego, procesu rezygnowania z połowów sieciowych, zwiększania kar dla kłusowników oraz ograniczaniem populacji kormoranów. Promuję cyfryzację PZW: stworzyła centralną bazę danych związku i nowoczesny portal internetowy.
Jako reprezentant PZW uczestniczyła w obradach komisji parlamentarnych w sprawie katastrofy ekologicznej na Odrze (2022).
Wspiera fundacje szukające właścicieli dla bezpańskich psów.
Ma męża i córkę uprawiających wędkarstwo.